# Струпненский сельский округ
Струпненский сельский округ — упразднённая административно-территориальная единица, существовавшая на территории Зарайского района Московской области в 1994—2006 годах.
Струпненский сельсовет был образован 14 июня 1954 года в составе Зарайского района Московской области путём объединения Пяткинского и Трегубовского с/с.
22 июня 1954 года из Струпненского с/с в Хлоповский было передано селение Михалево.
1 февраля 1963 года Зарайский район был упразднён и Струпненский с/с вошёл в Коломенский сельский район. 11 января 1965 года Струпненский с/с был передан в восстановленный Зарайский район.
10 сентября 1968 года к Струпненскому с/с был присоединён Жемовский сельсовет. При этом центр Струпненского с/с был перенесён в селение Чулки-Соколово. Тогда же в восстановленный Алферьевский с/с из Струпненского были переданы селения Букино, Даровое, Моногарово и Шистово. Одновременно в Струпненском с/с было упразднено селение Пяткино.
15 октября 1984 года в Струпненском с/с было упразднено селение Соколово.
3 февраля 1994 года Струпненский с/с был преобразован в Струпненский сельский округ.
В ходе муниципальной реформы 2004—2005 годов Струпненский сельский округ прекратил своё существование как муниципальная единица. При этом все его населённые пункты были переданы в сельское поселение Струпненское.
29 ноября 2006 года Струпненский сельский округ исключён из учётных данных административно-территориальных и территориальных единиц Московской области.